# Góra Zamkowa (Kazimierz Dolny)
Góra Zamkowa (dawniej, przejściowo: Góra Sadzawczysko) – wzniesienie na terenie miasta Kazimierz Dolny, na prawym brzegu Wisły. Stanowi fragment krawędzi doliny tej rzeki (Małopolski Przełom Wisły). Wznoszą się na nim pozostałości zamku Kazimierza Wielkiego. Stanowi jeden z głównych punktów widokowych miasta.

## Historia
Nazwa znana jest z zapisów począwszy od XVI wieku. W rejestrze pomiarowym do mapy z 1821 pojawiła się przejściowo nazwa „Góra Sadzawczysko dawnego królewskiego zamku”. Istnienie takiej nazwy sprostowano w 1865, na kartach miejskiego inwentarza szczegółowego. W 1682 wymieniane są stare okopy od strony spichlerzy na Dolnym Przedmieściu. Informacja ta powtórzona była w 1782. Od strony zamkowej (zachodniej) odnotowano istnienie suchej fosy („przekopy”) związanej z tym obiektem. Potwierdziły to badania archeologiczne z lat 1973-1975. Przed 1893 wzgórze wylesiono – gmina przeznaczyła je na pastwiska. Wycięto wówczas cenny starodrzew. Zmiany te widoczne są na ikonografii XIX-wiecznej.
W 2014, po kilku latach prac remontowych i archeologicznych, teren wzgórza udostępniono publicznie.

## Szlaki turystyczne
Przez partię szczytową (ulica Zamkowa) prowadzi  niebieski szlak turystyczny z Kazimierza Dolnego do Bochotnicy i dalej (Szlak Nadwiślański).